# Parapostenus hewitti
Parapostenus hewitti is een spinnensoort in de taxonomische indeling van de spoorspinnen (Miturgidae).
Het dier behoort tot het geslacht Parapostenus. De wetenschappelijke naam van de soort werd voor het eerst geldig gepubliceerd in 1923 door Roger de Lessert.